# Merwedeplein
Het Merwedeplein is een plein in Amsterdam-Zuid.

## Geschiedenis en ligging
Het plein kreeg per raadsbesluit van 26 februari 1927 haar naam, een vernoeming naar de Merwede. Het plein heeft de vorm van een gelijkbenige driehoek en is gelegen op een symmetrische as in de Rivierenbuurt in Amsterdam. Die as in de Scheldebuurt Oost loopt vanaf de Deltastraat (achter Het 12-verdiepingenhuis) over het plein door in de Biesboschstraat. Die as (en Biesboschstraat) ligt iets scheef in het verlengde van de Vrijheidslaan, maar daar staat de Wolkenkrabber tussen. Het plein gaat aan het oosteind over in de nauwe Deltastraat die voor kleine voertuigen uitmondt op het Victorieplein. Aan de westkant eindigt het plein aan de westkant van de Waalstraat (de behuizing aldaar draagt nog huisnummers van het Merwedeplein). Over de Waalstraat loopt het stedenbouwkundig verder westwaarts en zijn de twee benen van het plein verlengd in de vorm van de noordelijk gelegen Jekerstraat en de zuidelijk gelegen Roerstraat.

### Anne Frank, Ben Ali Libi en Herbert Nelson
Nadat in januari 1933 Adolf Hitler in Duitsland aan de macht was gekomen verhuisden Edith, Otto en Margot Frank in 1933 van Frankfurt am Main (Duitsland) naar Amsterdam. Anne Frank volgde in februari 1934. De Duits-Joodse familie betrok de ruime woning aan het Merwedeplein 37, 2 hoog. Het gezin heeft er ruim acht jaar gewoond tot hun onderduikperiode, die op 6 juli 1942 begon.
Op 20 juni 1943 vond er op het Merwedeplein (net als in de rest van de Rivierenbuurt, delen van Amsterdam-Zuid en Amsterdam-Oost) een grote razzia plaats. Daarbij werd onder andere Michel Velleman, alias 'Ben Ali Libi, de goochelaar' opgepakt. Hij werd met bijna zijn hele gezin gedeporteerd en in het vernietigingskamp Sobibór in het bezette Polen vermoord. Op nummer 23 woonde op hetzelfde moment de half Joodse zoon van de beroemde en ondergedoken Duitse cabaretier Rudolf Nelson. Deze Herbert Nelson organiseerde daar met hulp van het Verzet een ondergronds satirisch en politiek cabaret. Het bleef de hele oorlog onontdekt.
In november 2019, verscheen het boek "Anne Frank was niet alleen. Het Merwedeplein 1933-1945" van Rian Verhoeven, waarin de geschiedenis van het Merwedeplein beschreven wordt.

## Gebouwen

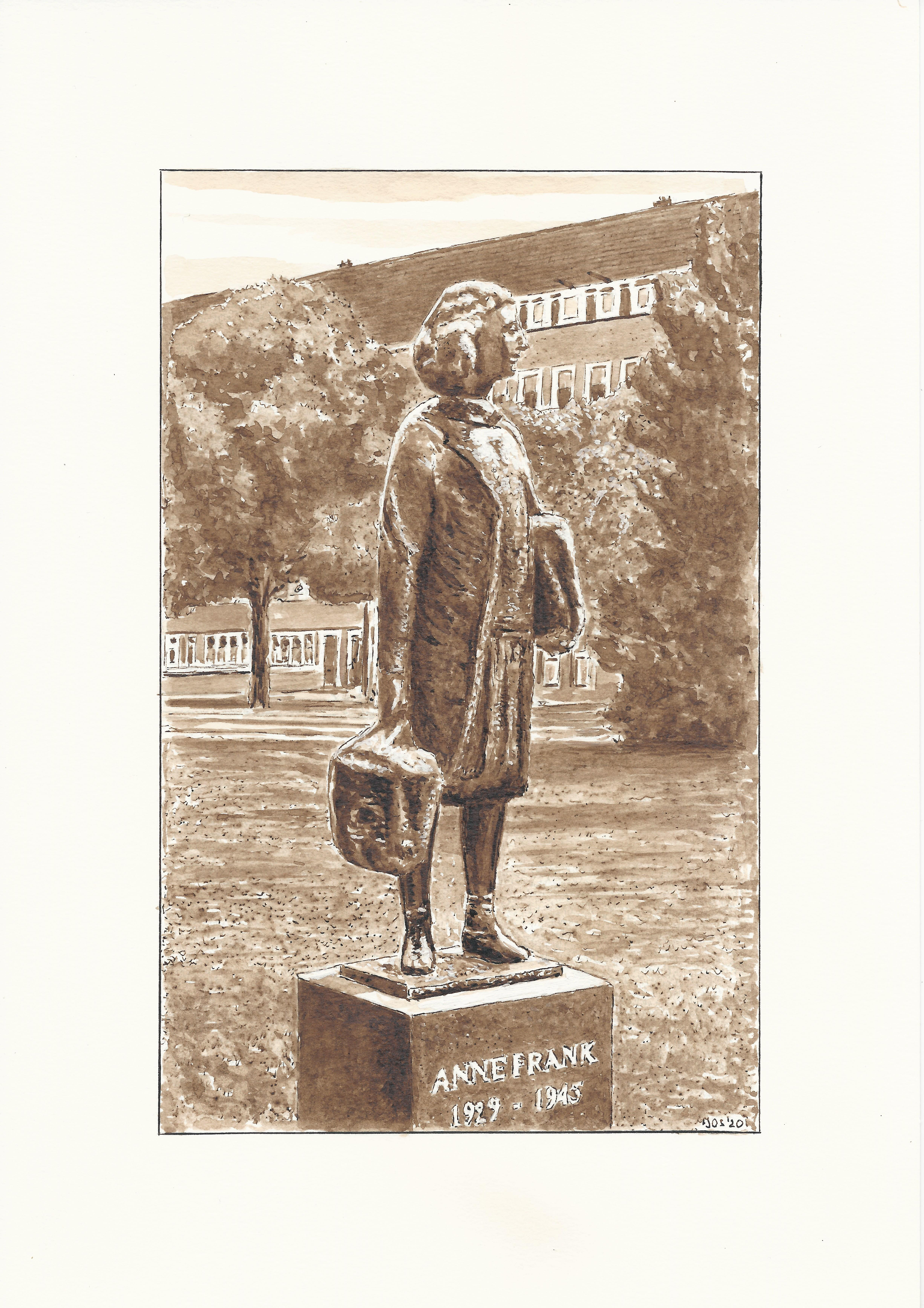
Standbeeld Anne Frank op het Merwedeplein. Getekend door Jos Wiersema

De symmetrie is terug te lezen in de huisnummers aan het plein. De oneven zijde loopt op van 1 tot en met 51 en verder van 53 tot en met 61; de even zijde van 2 tot en met 52 en 54 tot en met 62. Alle panden aan het Merwedeplein behoren sinds 28 mei 2013 tot bouwblokken die de status van gemeentelijk monument hebben. Alle gebouwen komen van de hand van twee architecten.
| Object             | Bouwperiode | Monumentenstatus      | Omschrijving | Afbeelding |
| ------------------ | ----------- | --------------------- | --- | ---------- |
| Merwedeplein 1-51  | 1931        | gemeentelijk monument | Architect Jan Frederik Staal Woonblok Churchill-laan 1-39 (oneven), Deltastraat 1-16 (alle nummers), Merwedeplein 1-52 (alle nummers), Rooseveltlaan 2-26 (even nummers), Victorieplein 37-43 (oneven) en 46-52 (even), Waalstraat 23-53 (oneven) gebouwd voor Ontwikkelingsmaatschappij Hilwis, vandaar de bijnaam Hilwiscomplex. Oplevering kwam tot stand in de periode van de eerste stroom aan Joodse vluchtelingen uit Duitsland, waaronder dus ook de familie Frank |            |
| Merwedeplein 53-61 | 1930        | gemeentelijk monument | Architect Jo van der Mey Woonblok Biesboschstraat 1-21 (oneven), 8-30 (even), Jekerstraat 1-19 (oneven), Merwedeplein 53-62 (alle nummers), Roerstraat 10-22 (even) Stijl: Amsterdamse School met uitspringende bouwdelen, siersmeedwerk (zie de windvanen) en detaillering ramen en deuren |            |
| Merwedeplein 2-52  | 1931        | gemeentelijk monument | Architect Jan Frederik Staal zie Merwedeplein 1-51 |            |
| Merwedeplein 54-62 | 1930        | gemeentelijk monument | Architect Jo van der Mey zie Merwedeplein 53-61 |            |

Architect André van Swede (1907-1994) ontwierp voor de zijde aan de Waalstraat een openbare toiletvoorziening op souterrainniveau; het werd nooit geplaatst. De speelplaats bij de Deltastraat dateert van circa 1956.

### Merwedeplein 37/2 hoog
Het voormalige woonhuis van Anne Frank is in 2004 gekocht door een Amsterdamse woningcorporatie. De nieuwe eigenaar heeft de woning gerestaureerd en in jaren 30-stijl ingericht op basis van gegevens van de Anne Frank Stichting. De woning kreeg vervolgens een bestemming als onderkomen voor buitenlandse schrijvers die in hun eigen land niet vrij kunnen werken. De nieuwe bestemming werd ondersteund door de verkopende partij door de helft van de restauratie te financieren. Voor de portiek liggen Stolpersteine voor de familie Frank.

## Kunst
Op en rond het plein zijn diverse vormen van kunst in de openbare ruimte te vinden:
- het Beeld van Anne Frank gemaakt door beeldend kunstenaar Jet Schepp, dat eveneens in de as op het plein staat
- Ode aan de paardenvijg van Aart Rietbroek, dat niet op de as van het plein staat
- de kenmerkende blokjes natuursteen en houtbewerking in ramen en deuren binnen de Amsterdamse Schoolstijl en de smeedijzeren windvanen op de daken van de woonblokken van Jo van der Mey.